# Finnische Leichtathletik-Meisterschaften 1918
Die Finnischen Leichtathletik-Meisterschaften 1918, auch Kaleva-Spiele 1918 genannt (finnisch Kalevan kisat 1918), fanden am 31. August und 1. September im Stadion Eläintarhan kenttä in Helsinki statt. Die Meisterschaft im Zehnkampf fand am 14. und 15. September ebenfalls in Helsinki statt.
Daneben fanden 1918 weitere Meisterschaften in leichtathletischen Disziplinen statt:
- 14. und 15. September: Finnische Staffellauf-Meisterschaften und Leichtathletik-Meisterschaften der Frauen in Helsinki
- 8. Dezember: Finnische Standsprung-Meisterschaften in Helsinki

Die Standsprungmeisterschaften wurden wegen des Bürgerkriegs auf Dezember verschoben. Nur vier Athleten nahmen an den drei Wettkämpfen teil. Die Querfeldeinlauf-Meisterschaft wurde wegen des Bürgerkriegs gestrichen.

## Leichtathletik-Meisterschaften der Herren

### Ergebnisse
| Disziplin                   | Gold               | Gold        | Silber            | Silber      | Bronze             | Bronze      |
| --------------------------- | ------------------ | ----------- | ----------------- | ----------- | ------------------ | ----------- |
| 100 m                       | Valentin Bergman   | 11,6 s      | Axel Kuffschinoff | 11,8 s      | Erik Wilén         | 11,9 s      |
| 200 m                       | Valentin Bergman   | 23,3 s      | Erik Wilén        | 23,8 s      | Axel Kuffschinoff  | 24,7 s      |
| 400 m                       | Valentin Bergman   | 51,8 s      | Axel Kuffschinoff | 52,6 s      | Erik Wilén         | 54,8 s      |
| 800 m                       | Erik Schönberg     | 2:02,1 min  | Axel Kuffschinoff | 2:02,1 min  | Gösta Malmqvist    | 2:06,4 min  |
| 1500 m                      | Sameli Tala        | 4:16,3 min  | Erik Schönberg    | 4:16,5 min  | Gösta Malmqvist    | 4:22,6 min  |
| 5000 m                      | Sameli Tala        | 15:44,1 min | Einar Stenman     | 15:49,2 min | Heikki Liimatainen | 15:50,0 min |
| 10.000 m                    | Heikki Liimatainen | 32:58,2 min | Albin Stenroos    | 33:07,1 min | August Mäkilä      | 33:35,5 min |
| 110 m Hürden                | Lars Hornborg      | 16,8 s      | Paavo Johansson   | 16,8 s      | Waldemar Wickholm  | 16,9 s      |
| 400 m Hürden                | Erik Wilén         | 60,1 s      | Waldemar Wickholm | 61,1 s      | Lars Hornborg      | 62,3 s      |
| Hochsprung                  | Hubert Gädda       | 1,70 m      | Sulho Petander    | 1,70 m      | Lauri Tamminen     | 1,70 m      |
| Stabhochsprung              | Yrjö Helander      | 3,30 m      | Jussi Ruoho       | 3,20 m      | Runar Wahlbäck     | 3,10 m      |
| Weitsprung                  | Emil Liljeberg     | 6,32 m      | Jussi Ruoho       | 6,31 m      | Eero Lehtonen      | 6,23 m      |
| Dreisprung                  | Emil Liljeberg     | 13,19 m     | Väinö Rainio      | 13,14 m     | Ossian Nylund      | 12,87 m     |
| Kugelstoßen                 | Elmer Niklander    | 13,45 m     | Kalle Hongisto    | 12,14 m     | Paavo Johansson    | 11,85 m     |
| Kugelstoßen kombiniert (1)  | Elmer Niklander    | 24,94 m     | Paavo Johansson   | 22,51 m     | Kalle Hongisto     | 21,94 m     |
| Diskuswerfen                | Elmer Niklander    | 41,28 m     | Vilho Niittymaa   | 38,17 m     | Eero Lehtonen      | 34,50 m     |
| Diskuswerfen kombiniert (1) | Elmer Niklander    | 78,53 m     | Vilho Niittymaa   | 70,09 m     | Juho Laiho         | 59,23 m     |
| Hammerwerfen                | Elmer Niklander    | 40,63 m     | Erik Eriksson     | 37,24 m     | Johan Pettersson   | 34,03 m     |
| Speerwerfen                 | Jonni Myyrä        | 59,14 m     | Paavo Johansson   | 56,89 m     | Yrjö Ekqvist       | 53,25 m     |
| Speerwerfen kombiniert (1)  | Paavo Johansson    | 99,76 m     | Yrjö Ekqvist      | 95,18 m     | Sulho Petander     | 87,91 m     |
| Gewichtwerfen               | Elmer Niklander    | 8,73 m      | Vilkka Pelkonen   | 8,72 m      | K. Blommendahl     | 8,46 m      |
| Fünfkampf                   | Paavo Johansson    | 12          | Eero Lehtonen     | 14          | Waldemar Wickholm  | 17          |
| Zehnkampf                   | Paavo Johansson    | 7051,730    | Sergei Andersson  | 6740,600    |                    |             |

### Mannschaftswertung
|     | Mannschaft              | Punkte |
| --- | ----------------------- | ------ |
| 1.  | Helsingfors IFK         | 70,5   |
| 2.  | Helsingin Kisa-Veikot   | 67,5   |
| 3.  | Kalevan Veikot Helsinki | 23,5   |
| 4.  | AIK Turku               | 15     |
| 5.  | Tampereen Pyrintö       | 13     |
| 6.  | Ekenäs IF               | 11     |
| 6.  | Turun Urheiluliitto     | 11     |
| 8.  | SLU Mikkeli             | 10,5   |
| 9.  | Jalasjärven Jalas       | 10     |
| 10. | Porvoon Akilles         | 8      |

## Leichtathletik-Meisterschaft der Damen
| Disziplin | Gold          | Gold   | Silber        | Silber | Bronze |
| --------- | ------------- | ------ | ------------- | ------ | ------ |
| 100 m     | Lisie Nyström | 14,8 s | L. Mauritsson | 16,0 s |        |

## Standsprung-Meisterschaften
| Disziplin        | Gold            | Gold   | Silber          | Silber | Bronze          | Bronze |
| ---------------- | --------------- | ------ | --------------- | ------ | --------------- | ------ |
| Hochsprung/Stand | Pekka Johansson | 1,45 m | Ossian Roschier | 1,40 m | Hubert Gädda    | 1,25 m |
| Weitsprung/Stand | Pekka Johansson | 3,13 m | Ossian Roschier | 3,06 m | Emil Liljeberg  | 3,02 m |
| Dreisprung/Stand | Pekka Johansson | 9,38 m | Emil Liljeberg  | 9,23 m | Ossian Roschier | 8,94 m |